# Dushman
Dushman (hindi: दुश्मन, urdu: دُشمن, tłumaczenie: Wróg) – indyjski thriller z 1998 roku wyreżyserowany przez debiutantkę Tanuja Chandra, autorkę Zindaggi Rocks w oparciu o hollywoodzki film z 1996 roku „Eye for an Eye”. W rolach głównych Sanjay Dutt, Kajol i nagrodzony za tę rolę debiutant Ashutosh Rana. Producentką filmu jest aktorka Pooja Bhatt. Tematem filmu jest gwałt, ból po śmierci kogoś bliskiego, daremne szukanie sprawiedliwości, obrony poprzez prawo, zemsta w odpowiedzi na krzywdę, miłość rodzącą się z obrony przed krzywdą i z wiary w kogoś, a także strach przed zaangażowaniem. W centrum filmu pokazano rosnącą siłę kobiety.

## Fabuła
Mumbaj. Boże Narodzenie. Listonosz Gokul Pandit (Ashutosh Rana) gwałci i zabija 15-letnią dziewczynę. Widząc bezradność policji szuka kolejnej ofiary. Koncentruje się na 18-letnich bliźniaczkach Soni i Nainy (granych przez Kajol). Pierwsza z nich jest niezależna, twarda, zaczepna i otwarta. Druga – bardziej trzymająca się tradycji, delikatna, wrażliwa i nieśmiała. Gokul atakuje świeżo zaręczoną Sonię w dniu urodzin młodszej siostry Diyi. Gdy Sonia rozmawia z siostrą przez telefon, Naina słyszy z telefonu krzyk przerażonej, gwałconej, a potem umierającej siostry. Najpierw nie przyjmuje do wiadomości faktu śmierci, a później zaczyna szukać mordercy. Udaje jej się go wyśledzić i doprowadza do sprawy sądowej. Jednak gwałciciel zostaje z braku wystarczających dowodów uniewinniony. Oburzona bezsilnością prawa i policji Naina dalej prowadzi śledztwo na własną rękę, czym prowokuje Gokula do kolejnego ataku, tym razem na nią. W ostatniej chwili ratuje ją niewidomy alkoholik były major Suraj Singh Rathod (Sanjay Dutt). On też zaczyna szkolić ją do walki, aby nie była bezbronna wobec zagrażającego jej gwałciciela.

## Obsada
- Kajol – Sonia i Naina Sehgal – nominacja do Nagrody Filmfare dla Najlepszej Aktorki, Nagroda Screen Weekly dla Najlepszej Aktorki
- Sanjay Dutt – Suraj Singh Rathod
- Ashutosh Rana – Gokul Pandit – Nagroda Filmfare za Najlepszą Rolę Negatywną, Nagroda Screen Weekly za Najlepszą Rolę Negatywną
- Jas Arora – Kabir, narzeczony Soni
- Tanvi Azmi – matka Soni i Nainy
- Pramod Muthu – oficer policji Santosh Singh Walia
- Deepa Sahi
- Kunal Khemu ... Bhim

## Piosenki
- Awaaz Do Humko
- Chithi Na Koi Sandesh
- Kya Koi Surat
- Pyar Ko Ho Jaane Do